# 張聰 (建文進士)
張聰，福建福州府闽县人，明朝政治人物、進士出身。

## 生平
建文元年（1399年）已卯科福建乡试中舉人。建文二年（1400年）联捷庚辰科進士，授永康縣知縣。有子張衍。